# Alfarelos (stacja kolejowa)
Alfarelos (port: Estação Ferroviária de Alfarelos) – stacja kolejowa w Alfarelos, w Soure, w dystrykcie Coimbra, w Portugalii, na Linha do Norte oraz Ramal de Alfarelos. Jest ważnym węzłem kolejowycm. Stacja jest obsługiwana przez Comboios de Portugal.